# 롭 모로
롭 모로(Rob Morrow, 1962년 10월 21일 ~ )는 미국의 배우이다.

## 출연 작품

### 드라마
- 넘버스

### 영화
- 퀴즈 쇼
- 비긴 어게인